# Chenjia Dayuanpao
Chenjia Dayuanpao (kinesiska: 陈家大院泡) är en sjö i Kina. Den ligger i provinsen Heilongjiang, i den nordöstra delen av landet, omkring 160 kilometer nordväst om provinshuvudstaden Harbin. Chenjia Dayuanpao ligger 139 meter över havet. Arean är 1,5 kvadratkilometer. Runt Chenjia Dayuanpao är det i huvudsak tätbebyggt. Den sträcker sig 1,8 kilometer i nord-sydlig riktning, och 1,3 kilometer i öst-västlig riktning.
Genomsnittlig årsnederbörd är 890 millimeter. Den regnigaste månaden är juli, med i genomsnitt 203 mm nederbörd, och den torraste är januari, med 4 mm nederbörd.